# C–2 Greyhound
A C–2 Greyhound kéthajtóműves hajófedélzeti teherszállító repülőgép, melyet az Amerikai Haditengerészet megrendelésére fejlesztett ki a Grumman az E–2 Hawkeye típusból. Elsődleges feladata a repülőgéphordozó-fedélzeti teherszállítás (COD, carrier onboard delivery), mely feladatkörből a V–22 Osprey-k fogják felváltani, a CMV–22B változattal.

## Fejlesztés
A típus az E–2 Hawkeye altípusa, megosztott szárnyfelei és hajtóműve abból adaptált, de a szárkányszerkezete módosult a szélesebb törzzsel és a lehajtható hátsó teherrámpával. Az első két prototípus 1964-ben szállt fel, a sorozatgyártást a következő évben kezdték meg, majd hadrendbe állításával felváltotta a régebbi C–1 Tradert. A C–2A első szerkezet-nagyjavítását és élettartam-hosszabbítását 1973-ban kezdték meg. Húsz darab épült belőle a prototípusokkal együtt, ami nem jelentős mennyiség.
1984-ben a Haditengerészet újabb 39 darab C–2A-t rendelt, felváltva ezzel a régebbi gépeket. Az új gépek típusjele C–2A(R) (R, mint reprocured, „újragyártott”), külsőre megegyezik a korábbiéval, azonban sárkányszerkezetét megerősítették és fejlettebb avionikát kapott. A korábbi C–2A-kat 1987-ben vonták ki, az utolsó módosított gépet 1990-ben vette át a flotta.

## Kialakítás
A típus vállszárnyas, a szárnyfelek 2/3-ban hátra húzhatóak, oldalanként 1-1 darab Alliosn T56 légcsavaros gázturbina van felszerelve, melyekkel a repülőgép 4500 kg-nyi terhet képes emelni. Ebben különböző méretű csomagok, személyek és sebesültek szállítása lehetséges, orvosaikkal és berendezéseikkel együtt. A raktér rácsokkal elszeparálható, mely a hordozófedélzeti leszállás és felszállás során akadályozza meg a rakomány előre-hátramozgását. A hátsó rámpa és a gépi csörlő lehetővé teszi a paletták gyors mozgatását a raktérbe és onnan ki. Képes teherárut és személyeket is légi úton kidobni, alkalmas a LAPES-re.

## Típusváltozatok
- C–2A (20 db):
- C–2A(R) „reprocured” C–2A (39 db): 2164, 6264 (20), 162153 (C-2A)

## Üzemeltetők
Az Amerikai Egyesült Államok Haditengerészete
- VRC–30: 430
- VRC–40
- VX–20

## Fordítás
- Ez a szócikk részben vagy egészben  a   Grumman C-2 Greyhound című angol Wikipédia-szócikk ezen változatának fordításán alapul.  Az eredeti cikk szerkesztőit annak laptörténete sorolja fel. Ez a jelzés csupán a megfogalmazás eredetét és a szerzői jogokat jelzi, nem szolgál a cikkben szereplő információk forrásmegjelöléseként.